# Gail Kelly
Gail Kelly, geborene Currer, (* 25. April 1956 in Pretoria, Südafrika) ist eine australische Managerin. Von 2008 bis 2015 leitete sie Westpac, eine der führenden Banken Australiens. Das Forbes Magazine zählte Kelly in dieser Zeit zu den hundert mächtigsten Frauen der Welt.

## Leben und Wirken

### Kindheit und Ausbildung in Südafrika
Gail Kelly wurde am 25. April 1956 in der Hauptstadt Südafrikas als Tochter eines Immobilienmaklers geboren. Ihre Eltern waren englischer Herkunft. Kelly besuchte eine anglikanische, von Nonnen geleitete Schule, an der Englisch gesprochen und gelehrt wurde. Danach studierte sie Latein und neuzeitliche Geschichte an der Universität Kapstadt. Dort lernte sie 1974 Allan Kelly kennen, der Soziale Arbeit studierte. Im Dezember 1977 heirateten sie, nachdem beide ihr Studium erfolgreich abgeschlossen hatten. Kelly erlangte den Bachelor of Arts und ein Lehrerdiplom. Anschließend zog das Paar nach Rhodesien.

### Berufliche Anfänge in Rhodesien und Südafrika
Kelly trat eine Stelle als Lateinlehrerin am Falcon College an, einer Privatschule in der Nähe von Esigodini. Ihr Mann wurde in die rhodesische Armee eingezogen und verteidigte die weiße Minderheitsregierung von Ian Smith gegen Guerillas. 1978 war sein Wehrdienst beendet. Sie zogen zurück nach Südafrika, wo er in Johannesburg seine Ausbildung an der medizinischen Fakultät der Witwatersrand-Universität fortführte. Kelly lehrte Geschichte an einer öffentlichen Schule, war jedoch unglücklich in ihrem Beruf.
Kellys Vater vermittelte ihr eine Stelle bei der südafrikanischen Bank Nedcor, die sie am 14. Januar 1980 antrat. Zunächst war Kelly dort als Kassiererin angestellt, wurde dann aber in ein Trainingsprogramm aufgenommen und stieg schnell auf. 1986 nahm sie ein Jahr Auszeit und erarbeitete sich an der Witwatersrand-Universität einen MBA-Abschluss mit Auszeichnung, während sie mit ihrem ersten Kind schwanger war. Im Januar des Folgejahres kehrte sie wieder zurück in ihren Beruf und erlebte dort einen Umbruch im südafrikanischen Bankwesen, in dem sich nach Deregulierung und Ausweitung des Geldmarktes in den 1980ern zunehmend neue Tätigkeitsfelder wie beispielsweise Privatkredite und Kreditrisikomanagement entwickelten. Am 11. November 1989 wurde Kelly Mutter von Drillingen und pausierte fünf Monate. Danach trat sie eine Stelle als Leiterin der Personalabteilung bei Nedcor an. Ihr Mann arbeitete in der Pädiatrie einer HIV-Klinik. Da er mit den Schattenseiten des Aufwachsens von Kindern in Südafrika konfrontiert war, drängte er zunehmend darauf, das Land zu verlassen.

### Karriere in Australien
Im Oktober 1997 zog Kelly mit ihrer Familie nach Sydney. Dort wurde sie General Manager der Commonwealth Bank of Australia und leitete den Bereich Strategisches Marketing. Bald nahmen sie und ihre Familie die australische Staatsbürgerschaft an. Am 14. Januar 2002 wechselte Kelly zur St. George Bank und wurde einen Monat später deren CEO. Damit führte sie als erste Frau eine australische Bank und eines der 15 bedeutendsten öffentlichen Unternehmen des Landes. 2004 war sie mit einem Jahresgehalt von 1,5 Millionen Dollar zuzüglich eines Leistungsbonus in gleicher Höhe die bestbezahlte Australierin. Im Mai 2007 verlieh die Charles Sturt University Kelly für ihre Verdienste im Finanzwesen die Ehrendoktorwürde.
Am 1. Februar 2008 wurde Kelly CEO der Westpac. Drei Monate später übernahm Westpac die St. George Bank und stieg dadurch zur größten Bank Australiens auf. Im gleichen Jahr wurde Kelly von Forbes auf Rang 11 der mächtigsten Frauen der Welt gelistet. Seitdem erschien sie bis 2014 jährlich auf der Liste der 100 mächtigsten Frauen, ihre höchste Wertung lag bei Platz 8 im Jahr 2010. Forbes begründete seine Entscheidung damit, dass Kelly die einflussreichste australische Geschäftsfrau sei und jede Meinungsäußerung von ihr innerhalb kürzester Zeit durch die Medien publik gemacht werde. Seit Ende 2009 habe sie beispielsweise durch eine drastische Anhebung der Darlehenszinsen den Zorn vieler Australier auf sich gezogen. Dies begründete sie mit niedrigen Sparquoten in Australien, wodurch die Finanzierung für Banken teurer sei. Sie wolle die Australier zum vermehrten Sparen animieren.
Zum 1. Februar 2015 verließ Kelly das Unternehmen Westpac, dessen Börsenwert sich während ihrer Amtszeit mehr als verdoppelt hatte. Von 2015 bis 2019 arbeitete sie als Non-Executive Director für das südafrikanische Einzelhandelsunternehmen Woolworths Holdings Limited. In der gleichen Position amtiert sie seit Dezember 2018 für Singapore Telecommunications. Sie ist beratend für weitere Firmen tätig und Mitglied der Group of Thirty.
2017 veröffentlichte Kelly das autobiografische Buch Live Lead Learn.

### UBS Group
Von 2016 bis 2023 war Kelly als Senior Global Advisor für den UBS Group CEO und die UBS-Konzernleitung tätig. An der UBS-Generalversammlung vom 24. April 2024 soll sie als Nachfolgerin von Dieter Wemmer in der Verwaltungsrat gewählt werden.

## Publikationen
- Live Lead Learn: My Stories of Life and Leadership. Penguin Books Australia, Hawthorn 2017, ISBN 978-0-670-07939-1.